# Enrico Tamberlik

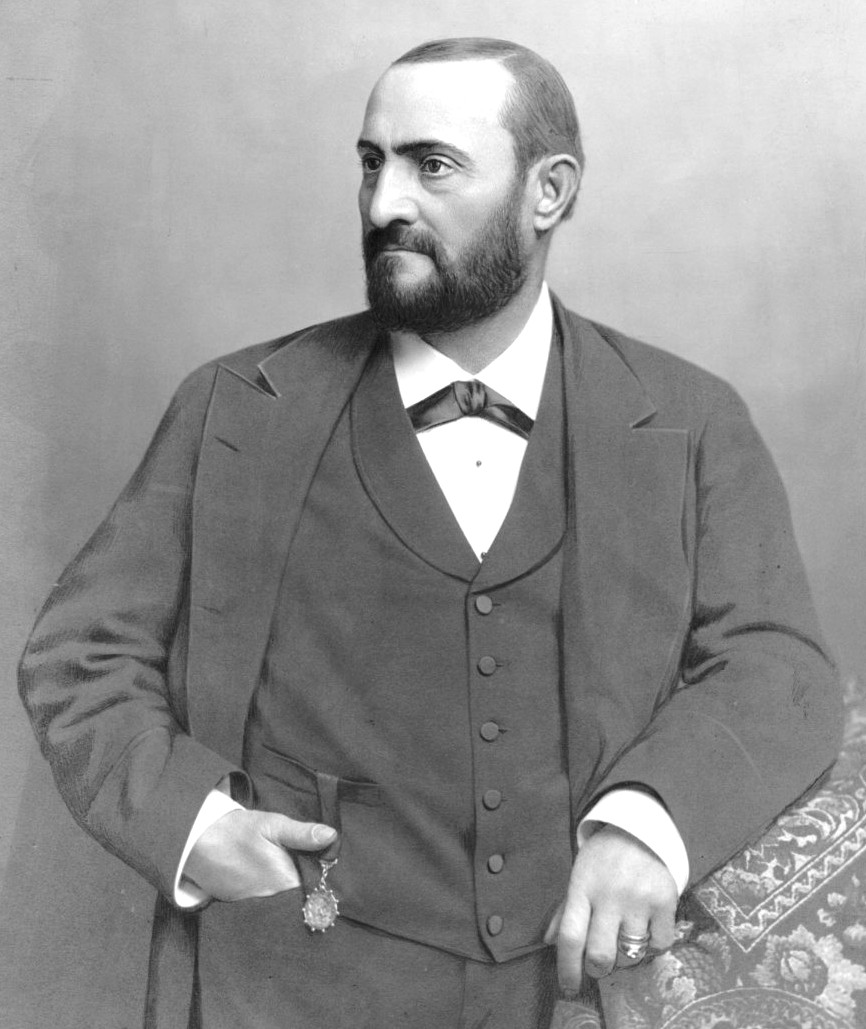
Enrico Tamberlik

Enrico Tamberlik, auch Enrico Tamberlick, Enrico Danieli und Nikita Torma; (* 16. März 1820 in Rom; † 13. März 1889 in Paris) war ein  italienischer Opernsänger (Tenor).

## Leben
Tamberlik studierte in Rom und Neapel u. a. bei Giacomo Guglielmi und sang bereits 1837–38 an der Accademia Filarmonica Romana den Arnoldo in Gioacchino Rossinis Guglielmo Tell und den Gennaro in Gaetano Donizettis Lucrezia Borgia. Er trat zunächst als Konzertsänger auf und debütierte 1841 am Teatro al Fondo in Mailand – noch unter dem Pseudonym Enrico Danieli – als Tebaldo in Vincenzo Bellinis I Capuleti e i Montecchi. Ab 1842 trat er auch am Teatro san Carlo (Debüt mit Luigi Bordeses I quindici) auf. Sein Auslandsdebüt hatte er 1845 am Teatro S. Carlos in Lissabon in der Oper I Lombardi.
Es folgten Engagements in Madrid (bis 1847) und Barcelona, und zwischen 1850 und 1864 trat er regelmäßig am Royal Opera House in Covent Garden, parallel dazu auch am Mariinski-Theater und der Italienischen Oper in Sankt Petersburg auf. 1857 sang er den Alfredo aus La Traviata bei der Einweihung des ersten Teatro Colón in Buenos Aires. 1862 sang er am Bolshoi Kamennyi Theater in Anwesenheit Giuseppe Verdis den Don Alvaro in der Uraufführung von Dessen Oper La forza del destino. Bei einem Auftritt am Moskauer Bolschoi-Theater in Verdis Il trovatore 1870 wurde Tamerlik ausgepfiffen, was Tschaikowski zu einem offenen Brief zu seiner Verteidigung veranlasste. 1871 sang er bei der Uraufführung von Emilio Arrieta Oper Marina (Oper) am Teatro Real zu Madrid. Noch im selben Jahr folgte er einen Ruf nach Mexico, wo er zusammen mit Ángela Peralta am Gran Teatro Nacional in Mexico-Stadt die Oper Guatemotzin von Aniceto Ortega de Villar in Anwesenheit des Presidenten Benito Juárez García uraufführte. 1882 beendete Tamberlik seine Laufbahn als Sänger.
Tamberlik galt als stilsicherer Sänger von hoher Musikalität, dramatischem Ausdruck, darstellerischem Talent und großer Bühnenpräsenz. Zu seinem umfangreichen und vielseitigen Repertoire – er sang während seiner Karriere weit über 100 Hauptrollen – zählten u. a. der Ernesto in Donizettis Don Pasquale, der Robert in Robert le diable und der Jean de Leyde in Le prophète von Giacomo Meyerbeer, der Lionel in Friedrich von Flotows Martha, der Manrico in Il trovatore, der Herzog in Giuseppe Verdis Rigoletto und der Florestan in Ludwig van Beethovens Fidelio.